# Sciapus paracarboneus
Sciapus paracarboneus är en tvåvingeart som beskrevs av Jennifer L. Hollis 1964. Sciapus paracarboneus ingår i släktet Sciapus och familjen styltflugor. Inga underarter finns listade i Catalogue of Life.